# Verwerfung (Soziologie)
Eine Verwerfung im Sinne der Soziologie stellt:
a) ein Zurückweisung, ein Verweigern oder ein Aufgeben eines Plans, Vorhabens oder einer These, oder
b) eine Unstimmigkeit, Missstimmung oder Verunsicherung bezogen auf eine Sache dar.
Eine Verwerfung bezogen auf die Gesellschaft oder gesellschaftliche Gruppen zeigt einen Umbruch oder eine Verschiebung gesellschaftlicher Strukturen oder Inhalte an.